# Holmsjön (Idre socken, Dalarna)
Holmsjön är en sjö i Älvdalens kommun i Dalarna och ingår i Dalälvens huvudavrinningsområde. Sjön har en area på 2,43 kvadratkilometer och ligger 746,1 meter över havet. Sjön avvattnas av vattendraget Stora Härjån. Vid provfiske har abborre, gädda och mört fångats i sjön.

## Delavrinningsområde
Holmsjön ingår i det delavrinningsområde (685624-130954) som SMHI kallar för Utloppet av Holmsjön. Medelhöjden är 752 meter över havet och ytan är 6,41 kvadratkilometer. Räknas de 13 avrinningsområdena uppströms in blir den ackumulerade arean 41,28 kvadratkilometer. Stora Härjån som avvattnar avrinningsområdet har biflödesordning 2, vilket innebär att vattnet flödar genom totalt 2 vattendrag innan det når havet efter 518 kilometer. Avrinningsområdet består mestadels av skog (41 procent) och sankmarker (21 procent). Avrinningsområdet har 2,44 kvadratkilometer vattenytor vilket ger det en sjöprocent på 38 procent.